# Genís Castaños Alarcón
Genís Castaños Alarcón   (Sabadell, 8 d'octubre de 1940 - Sabadell, 31 de gener de 2025) fou un futbolista català de la dècada de 1960.

## Trajectòria
Es formà al CE Mercantil de Sabadell, club amb el qual arribà a jugar a tercera divisió. Passà al CE Sabadell, club on jugà temporada i mitja a segona divisió. L'any 1960 fitxà pel RCD Espanyol, que el cedí un any al Terrassa FC a segona. Amb l'Espanyol debutà a primera divisió, però va perdre la categoria i la segona temporada al club fou a segona. Fou cedit al CE Europa (1963-64 a segona) i el 1964 retornà al Sabadell, club amb el qual tornà a jugar a primera divisió. Acabà la seva carrera a la UE Lleida i al CF Badalona, clubs amb els que jugà a segona novament. En total jugà dues temporades a primera i vuit a segona.